# Yoogali
Yoogali är en ort i Australien. Den ligger i kommunen Griffith och delstaten New South Wales, i den sydöstra delen av landet, omkring 470 kilometer väster om delstatshuvudstaden Sydney. Yoogali ligger 128 meter över havet och antalet invånare är 1 482.
Närmaste större samhälle är Griffith, nära Yoogali.
Trakten runt Yoogali består till största delen av jordbruksmark. Runt Yoogali är det glesbefolkat, med 14 invånare per kvadratkilometer. Genomsnittlig årsnederbörd är 499 millimeter. Den regnigaste månaden är mars, med i genomsnitt 77 mm nederbörd, och den torraste är oktober, med 16 mm nederbörd.